# Eduard Galić
Eduard Galić (Trogir, 11. kolovoza 1936.) je hrvatski filmski i televizijski redatelj i scenarist. Smatra ga se za najproduktivnijeg hrvatskog redatelja. Stvarateljska mu je karijera duga preko 45 godina. Režirao je brojne televizijske drame, televizijske serije, dokumentarne filmove, tri igrana filma i 100 raznih televizijskih formâ. Otac je hrvatskog filmskog producenta Dominika Galića.

## Životopis
Eduard Galić rodio se je u Trogiru 1936. godine. U Splitu je maturirao na Klasičnoj gimnaziji. Studirao je u Zagrebu na Filozofskom fakultetu arheologiju i povijest. Taj je studij uvelike utjecao na njegov filmaški razvitak. Bio je i asistent na katedri za srednjovjekovnu arheologiju profesoru Milanu Prelogu. Dok je studirao povijest i arheologiju, sve se više zanimao za redateljstvo. Već od 1963. godine aktivno je režirao. 
Prvi su mu radovi bili dokumentarni filmovi o spomeničkoj baštini. Prva važnija televizijska ostvarenja bile su mu televizijske drame Propali dvori koja je snimljena po romanu Janka Leskovara, Pisac Bartelby po djelu Hermana Melvillea i Sjenke po romanu Franje Horvat Kiša. Poslije je režirao televizijske drame po djelima Vjenceslava Novaka, Kreše Novosela, Ive Štivičića, Antuna Šoljana, Vjekoslava Majera, Ive Kozarčanina. Ondje su glumila najpoznatija hrvatska glumačka imena kao što su Fabijan Šovagović, Špiro Guberina, Ivo Serdar, Božidar Boban, Ivo Šubić, Ljubica Jović, Helena Buljan, Nada Subotić, a Rade Šerbedžija svoje je prvu ulogu ostavio u Galićevom djelu.
Neki njegovi dokumentarci su antologijski, poput Klesara. 1967. je godine režirao svoj prvi igrani film. To je bio film Crne ptice, u kojem su pored nekih veće prije nabrojanih imena, glumili i Iva Marjanović, Relja Bašić, Vanja Drach, Antun Vrdoljak i ini.
1970. se dirnuo za ono doba osjetljivu temu: film o kanonizaciji blaženog Nikole Tavelića, a iz tog doba datira prvo i jedino crkveno prikazanje koje je prikazano na hrvatskoj televiziji u socijalizmu, dramatiziranu svetačku legendu Muka sv. Margarite. Sedsamdesetih je s inozemnim kućama snimio tri srbijanske serije Dimitrije Tucović, Svetozar Marković i Izdanci iz opaljenog grma. Potonja je njegov veliki uspjeh u inozemstvu: ta serija po pričama Veljka Petrovića, a po Galićevom scenariju, poslije je proglašena za najbolju seriju beogradskog studija svih vremena. U Hrvatskoj je snimio seriju Nikola Tesla. Radi i na glazbenim igrokazima, surađujući s Alfijem Kabiljom. 
Druga polovica sedamdesetih donosi režiranje Krležinih djela. U suradnji s hrvatskim književnikom Ivanom Kušanom trebali su snimiti seriju po Krležinu romanu Banket u Blitvi, no iz nepoznatih je razloga taj već skoro gotovi projekt ondašnji ravnatelj televizije zaustavio.
Osamdesetih režira neke od epizoda tv serije Nepokoreni grad, a među najpoznatijima je bila epizoda "Crna kožna torba", reprezentativan primjer tzv. partizanskog horora, zatim emisiju Hrvatski narodni preporod, Putovanje u Vučjak. Krležinim se djelima bavio i dalje, pa je o njemu 2000. snimio i dokumentarac. Režira i djela Zvonimira Majdaka, Mate Matišića, Borislava Vujčića, Slobodana Novaka, Tomislava Kovačevića, Lade Kaštelan, Mira Gavrana, Irene Vrkljan, Čede Price, Ivana Aralice, Palme Katalinić, Dinka Šimunovića. Najviše je surađivao sa sljedećim glumcima: Ivo Serdar, Fabijan Šovagović, Rade Šerbedžija, Mustafa Nadarević, Matija Prskalo, Miljenko Brlečić, Mira Furlan, Alma Prica, Ivica Vidović, Špiro Guberina, Zvonimir Lepetić, Edo Peročević, Dragan Despot, Joško Ševo i Božidar Alić. Radio je i sa srbijanskim glumcima, posebice Petrom Božovićem, Đorđem Jelisićem, Batom Stojkovićem i Ljubom Tadićem.
Za Domovinskoga je rata režirao emisije u svezi s ratom: Ratna poezija, Preobraženja, Vukovarska pasija i Križni put (o tri zadnja dana obrane Vukovara i kalvarije na Ovčari), Nazarećanin (kao hommage Vukovaru, u razorenom Vukovaru snimano o životu Isusa po tekstovima iz Biblije). Vukovar mu je bio nadahnućem sve do 2008. godine, a onda je snimio veliki dokumentarni serijal Heroji Vukovara, koji otkriva tko su ljudi koji su branili Vukovar.
S hrvatskim dramatugom te scenaristom Ivom Štivičićem radio emisiju Zvijezde iznad na HRT-u posvećenu glumcima.
Napravio je televizijske portrete brojnih hrvatskih glazbenika, kao što su Dunja Vejzović, Pavle Valter, Maja Dešpalj, Bruno Bjelinski, Dragica Martinis, Boris Martinović, Sena Jurinac, Tomislav Neralić, Ivo Pogorelić, Boris Papandopulo, Anđelko Klobučar, Mario Penzar, Ljiljana Molnar-Talajić, Marjan Jerbić. Surađivao je s Anom-Marijom Doricich, Igorom Kuljerićem, Dimitrijem Popovićem. Napravio je televizijske portrete hrvatskih umjetnika kao što su Zlatko Kauzlarić Atač, Ivan Lacković-Croata, Zvonimir Lončarić, Kažimir Hraste, Vatroslav Kuliš, Munir Vejzović, Ivo Šebalj, Matko Trebotić, Ivan Lovrenčić, Zlatko Prica, Anton Gliha, Ljerka Njerš, Petar Barišić, Matko Mijić i ini.
U svojoj 81. godini nakon tri desetljeća stanke snimio je novi igrani film Za ona dobra stara vremena.

## Nagrade
- Nagrada hrvatskog glumišta za redateljsko ostvarenje u TV drami 1994./1995.[4]